# Gran Ducat de Varsòvia
El Ducat de Varsòvia (en polonès: Księstwo Warszawskie, en francès: Duché de Varsovie, en alemany: Herzogtum Warschau) va ser una unitat política creada per Napoleó I el 1807, per restablir l'Estat polonès. Va sorgir després del Tractat de Tilsit, signat per França i Rússia, per posar fi a la guerra de la Quarta Coalició.
El Ducat tenia una població de 4,5 milions d'habitants, una àrea de 155.000 km² i va ser governat per Frederic August I (rei de Saxònia).
Napoleó va ser derrotat per Rússia, que va intentar apoderar-se del ducat el 1813, però el Congrés de Viena va repartir el territori entre les potències vencedores.

## Formació
El territori del Ducat havia estat alliberat per una revolta popular que s'havia estès en contra del reclutament indiscriminat de 1806. Una de les primeres tasques per al nou govern era proveir d'aliments a l'exèrcit francès que lluitava contra els russos en Prússia Oriental.

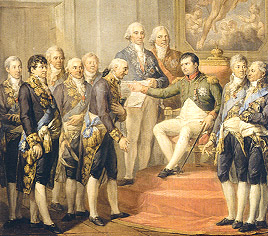
Napoleó conferència sobre la Constitució del Ducat, 1807.

El Ducat de Varsòvia va ser creat oficialment per Napoleó Bonaparte, com a part del Tractat de Tilsit amb Prússia. La seva fundació va rebre el suport de forces republicanes en ambdues parts de la dividida Polònia i de la gran diàspora polonesa a França, que va donar obertament suport a Napoleó com l'únic home capaç de restaurar la sobirania polonesa després de la II Partició de Polònia el 1793. Encara que va ser creat com un Estat satèl·lit (i era només un ducat, en lloc d'un regne), era creença comuna que amb el temps la nació recuperaria el seu estat i fronteres anteriors.
El nou Estat (re)creat era formalment un ducat independent, aliat de França, en unió personal amb el Regne de Saxònia. El Rei Frederic August I de Saxònia va ser obligat per Napoleó a fer del seu nou ducat una monarquia constitucional, amb un parlament (el Sejm). No obstant això, el Ducat mai no va arribar a desenvolupar-se com un veritable Estat independent, ja que Frederic August sempre es va subordinar a la raó d'estat de França, que el va tractar majoritàriament com a font de recursos. La persona més important del Ducat era, de fet, l'ambaixador de França, instal·lat a la capital, Varsòvia. És notori que hi mancava una representació diplomàtica pròpia en l'exterior.
El 1809, va començar una curta guerra amb Àustria. Encara que la batalla de Raszyn va acabar en derrota i les tropes d'Àustria van entrar a Varsòvia, les forces poloneses van desbordar després a l'enemic i van conquistar Cracòvia, Lviv i moltes de les àrees annexionades per Àustria en la II Partició de Polònia. El següent Tractat de Schönbrunn va permetre una extensió significativa del seu territori pel sud amb la recuperació de territoris anteriorment polonesos.

## Geografia i demografia
Segons el Tractat de Tilsit, el territori del Ducat cobria les zones annexionades per Prússia durant la I i II Particions de Polònia, amb l'excepció de Danzig (Gdańsk), que va ser nomenada Ciutat Lliure de Danzig sota protecció conjunta de França i Saxònia, i el districte al voltant de Białystok, que va ser lliurat a Rússia. El territori prussià es componia de les províncies prussianes anteriors de Nova Prússia de l'Est, Prússia del Sud, Nova Silèsia i Prússia Occidental. A més a més, el nou Estat va rebre l'àrea al llarg del riu Noteć i la "Kulmerland". Concretament el Ducat de Varsòvia incloïa, gairebé, la majoria de territoris d'ètnia polonesa, com: Mazòvia, Posnània - Gran Polònia, Cuiàvia, Podlasie, la Galitzia Occidental i el govern (en part lituà) de Viapol (Maricojoné). En conjunt, el Ducat tenia una àrea inicial d'uns 104.000 km², amb una població d'aproximadament 2.600.000. El gruix dels seus habitants eren polonesos.
Després de l'annexió el 1809 de la Galítsia austríaca i les àrees de Zamość i Kraków (Cracòvia), la superfície del Ducat es va incrementar significativament, a prop de 155.000 km², i la població va augmentar a uns 4.300.000.

## Els "departaments"
El Ducat estava dividit en diversos "Departaments", cadascun amb el nom del seu capital. Inicialment eren sis:
- Departament sedtghgfh (Departament de Varsòvia)
- Departament Poznanski (Departament de Poznań)
- Departament kaliski (Departament de Kalisz)
- Departament bydgoski (Departament de Bydgoszcz)
- Departament płocki (Departament de Plock)
- Departament łomżyński (Departament de Łomża)

Els territoris addicionals adquirits en 1809 es van organitzar en quatre departaments:
- Departament Krakowskie (Departament de Kraków)
- Departament Lubelski (Departament de Lublin)
- Departament radomski (Departament de Radom)
- Departament Siedlecki (Departament de Siedlce)

## Govern
Napoleó va posar en marxa un govern compost d'aristòcrates polonesos i supervisat per un resident francès. El 1807, una força de 39.000 homes entren en la lluita, dividida en tres exèrcits de 13.000 homes sota el comandament de Józef Poniatowski, Józef Zajączek i Jan Henryk Dabrowski.
Al març de 1809, el Sejm (parlament) comença el seu treball.
Des del març de 1813, el Ducat va estar ocupat pels russos. El 14 de març de 1813, Varsòvia es converteix en seu d'un Consell suprem provisional del tsar per al ducat de Varsòvia, en el qual només participen dos polonesos. El Consell està presidit pel general rus Vassili Lanskoj, que és també governador general del ducat de Varsòvia (fins al 9 de juny de 1815).
- Presidents del Consell de ministres:
  - Stanisław Malachowski (fins al 16 de desembre de 1807)
  - Ludwik Gutakowski (de l'16 de desembre de 1807 al 25 de març de 1809)
  - Stanisław Kostka Potocki (de l'25 de març de 1809 fins a març de 1813)
- Caps de les forces armades del Ducat:
  - Príncep Józef Poniatowski (fins al 19 d'octubre de 1813)
  - General Paweł Sułkowski
  - General Jan Henryk Dabrowski

## Constitució i codi civil
Napoleó va dotar d'una constitució i d'un codi civil (el codi napoleònic) al Ducat de Varsòvia. La constitució crea un sistema bicameral encapçalat per un duc sense poder. El sistema estava controlat pels residents francesos, el mariscal Louis Nicolas Davout assistit per Étienne Vincent, Jean-Charles Serra i Louis Édouard Bignona.
La Constitució era més liberal que la constitució polonesa del 3 de maig de 1791. Comprenia:
- Igualtat de tots els ciutadans davant la llei.
- Abolició dels privilegis de la noblesa (szlachta).
- Abolició de la servitud.
- Els drets polítics s'atribueixen als nobles i als burgesos.

Es podria dir que està destinada cap a totes les capes de la societat, afavorint en uns punts a uns i en altres punts a uns altres. Un article estipulava que la religió oficial era la catòlica, l'altre autoritzava tots els cultes, i el Codi Napoleònic permetia el divorci i creava el matrimoni civil, el que va ser molt durament criticat per l'Església. Un article abolia la servitud i reconeixia la qualitat de ciutadà a un paisà, però la terra només podia pertànyer als nobles, negant al paisà la seva total independència.
No obstant això, la nova Constitució i el nou codi civil van posar les condicions per al desenvolupament de la burgesia, permetent accedir a les funcions més altes. Les reformes es van introduir, a més, en la cultura i l'educació.

## Demandes militars i econòmiques
Les forces armades del Ducat estaven totalment sota control francès per via del seu ministre de la guerra, Príncep Józef Poniatowski, que era també Mariscal de França. De fet, el Ducat va ser severament militaritzat, envoltat com estava per Prússia, l'Imperi austríac i la Rússia Imperial, i va ser una font important de tropes en diverses de les campanyes de Napoleó.
L'exèrcit regular tenia una grandària considerable comparat amb el nombre d'habitants del ducat. Consistia, inicialment, en 45.000 soldats regulars (entre cavalleria i infanteria), i el seu nombre es va incrementar a més de 100.000 el 1810. En el moment de la Invasió napoleònica de Rússia el 1812, el seu exèrcit comptava amb 200.000 efectius (sobre una població total d'uns 3 milions d'habitants).
El dur drenatge de recursos pel reclutament militar forçat, combinat amb una caiguda de les exportacions de gra, van causar significatius problemes a l'economia del Ducat. Per empitjorar les coses, el 1808 el Primer Imperi francès va imposar al Ducat un acord en Baiona per comprar a França els deutes contrets per Prússia. El deute, que era de més de 43 milions de francs en or, va ser comprada amb un preu de descompte de 21 milions de francs. No obstant això, encara que el Ducat va fer els seus pagaments a França en instal·lacions, en un període de 4 anys, Prusia no va poder efectuar els pagaments, de manera que l'economia polonesa va patir durament. De fet des d'aquest dia la frase "suma de Baiona" és un sinònim en polonès d'una quantitat enorme de diners. Tots aquests problemes van donar lloc a la inflació i el sobrepreu.
Per contenir la fallida, les autoritats van intensificar el desenvolupament i la modernització de l'agricultura. A més, es va introduir una política proteccionista per a la indústria.

## La fi del Ducat

### Campanya de Napoleó contra Rússia

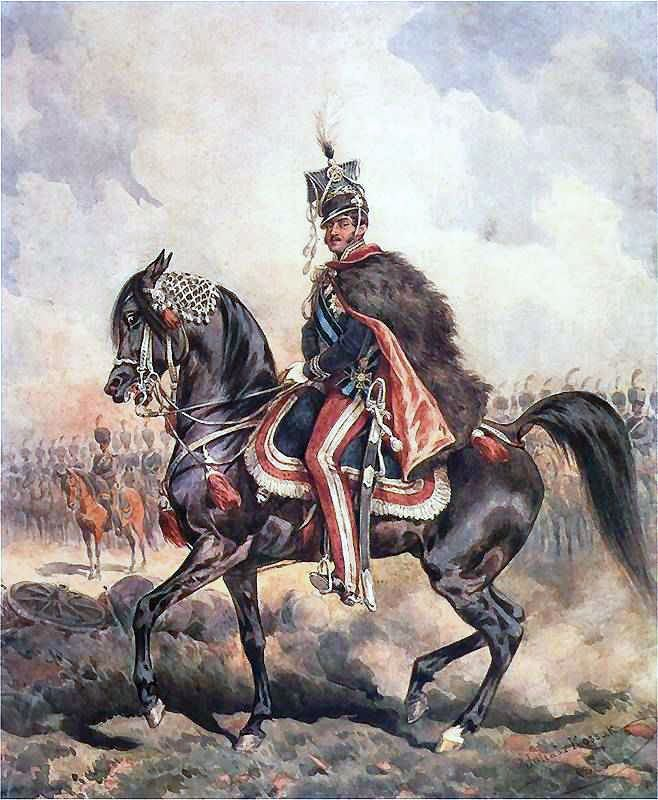
Príncep Józef Poniatowski, Comandant en Cap de les forces del Ducat de Varsòvia, per Juliusz Kossak.

Els polonesos esperaven el 1812 que el Ducat es convertís en regne durant la campanya de Napoleó contra Rússia, unint-se als territoris alliberats del Gran Ducat de Lituània, soci històric de Polònia en la Mancomunitat de Polònia-Lituània. No obstant això, Napoleó no va prendre una decisió permanent sobre aquest tema, ja que hagués acabat amb les possibilitats d'una pau anticipada amb Rússia. Tot i així, va proclamar l'atac a Rússia com la Segona Guerra Polonesa.
La pau no va arribar. La Gran Armée de Napoleó, incloent un substancial contingent de tropes poloneses, es va engegar amb l'ambició de posar a l'Imperi rus de genolls, però les seves ambicions militars van ser frustrades per una combinació dels russos i del General Hivern: pocs van tornar de les marxes cap a Moscou. La fallida campanya russa va demostrar ser un moment crucial en la fortuna de Napoleó.
Després de la derrota de Napoleó a l'Est, la major part del territori del Ducat de Varsòvia va ser conquistat per Rússia al gener de 1813, en el seu avanç cap a França, i pels seus aliats alemanys. La resta del Ducat va passar al poder de Prusia. Encara que diverses fortaleses aïllades van resistir per més d'un any, l'existència de l'Estat va acabar en tot menys en el nom. Alexandre I de Rússia va crear un Consell Suprem Provisional del Ducat de Varsòvia per governar l'àrea a través dels seus generals.

### El Congrés de Viena i la Quarta Partició
Encara que molts Estats europeus i exsobirans van estar representats en l'autodenominat Congrés de Viena del 1815, el poder de decisió es trobava en mans de les grans potències. Era potser inevitable que Prússia i Rússia es repartirien amb eficàcia Polònia entre elles; Àustria va mantenir més o menys els seus territoris després de la Primera Partició de 1772.
Rússia va conservar tots els territoris obtinguts en les tres particions anteriors, juntament amb Białystok i la regió circumdant que havia obtingut en 1807.
Prusia va recuperar el territori obtingut en la Primera Partició, però que va haver de cedir al Ducat de Varsòvia en 1807. També va recuperar el "Gran Ducat de Poznań", part del territori obtingut en la Segona Partició, que va perdre també en 1807. Aquests territoris sumaven una àrea d'aproximadament 29,000 km².
La ciutat de Kraków (Cracòvia) i part del territori circumdant, anteriorment part del Ducat de Varsòvia, es va constituir en una semindependient Ciutat Lliure de Kraków, sota la protecció dels seus tres poderosos veïns. Els territoris de la ciutat aconseguien uns 1164 km², amb una població prop de 88,000 habitants. La ciutat va ser annexionada per Àustria el 1846.
Finalment, el gruix del Ducat de Varsòvia, amb uns 128,000 km² d'àrea, es va establir com el "Regne del Congrés" de Polònia, en unió personal amb l'Imperi Rus. La seva autonomia va perdurar fins al 1831, en què va ser annexionat per Rússia.

### El llegat del Ducat
Superficialment, el Ducat de Varsòvia va ser només un dels diversos Estats creats durant la dominació de Napoleó sobre Europa, durant només uns anys i desapareixent amb la seva caiguda. No obstant això, el seu establiment a poc més d'una dècada de la Segona i Tercera Particions i l'intent d'esborrar a Polònia del mapa, va fer revifar les esperances dels nacionalistes polonesos en un renéixer de l'Estat polonès. Tot i la derrota de Napoleó, un estat polonès va continuar en certa manera fins que Rússia, cada vegada més autocràtica, va eliminar a Polònia de nou com a entitat separada. En conjunt, això va significar que un Estat polonès identificable va existir per un quart de segle.
Quan la República de Polònia es va establir, després de la Primera Guerra Mundial, les seves fronteres inicials eren similars a les del Ducat que la va precedir un segle abans.
Com a motiu del 200 Aniversari de la creació del Gran Ducat, s'han dut a terme múltiples celebracions commemoratives a Varsòvia, entre elles una parada militar franc-polonesa amb el suport del president Sarkozy.

## "Ducat de Varsòvia" vs. "Gran Ducat de Varsòvia"
Al Ducat de Varsòvia se l'anomena comunament com el "Gran Ducat de Varsòvia". No obstant això, el Ducat mai va ser nomenat així en francès, que era la llengua diplomàtica de llavors, i per descomptat l'idioma del Primer Imperi francès, que va ser qui va crear aquest Estat.
L'article 5 del Tractat de Tilsit, el qual va crear el ducat, la Convenció que el va transferir al Regne de Saxònia, i l'article 1 de l'Acta del Congrés de Viena, que el van abolir, es refereixen sempre a ell en francès com el Duché de Varsovie.
De manera similar, la Constitució es refereix a ell en alemany com Herzogtum Warschau, i en les seves monedes es llegeix la inscripció en llatí FRIDE · AVG · REX SAX · DVX VARSOV · (Fridericus Augustus, Rex Saxoniæ, Dux Varsoviæ : Frederic August, Rei de Saxònia, Duc de Varsòvia).